# ناحیه لاگرانژ، میشیگان
ناحیه لاگرانژ (به انگلیسی: LaGrange Township) یک منطقهٔ مسکونی در ایالات متحده آمریکا است که در شهرستان کاس، میشیگان واقع شده‌است.
 ناحیه لاگرانژ ۸۹٫۷ کیلومتر مربع مساحت و ۳٬۵۰۰ نفر جمعیت دارد و ۲۴۸ متر بالاتر از سطح دریا واقع شده‌است.